# حزب المؤتمر الوطني (السودان)
حزب المؤتمر الوطني، هو الحزب السياسي الذي حكم السودان سابقاً (1989- 2019)، حيث قامت الحركة الإسلامية بقيادة أمينها حسن الترابي وعسكريا بقيادة عمر البشير بانقلاب عسكري ضد رئيس الحكومة المنتخب الصادق المهدي عام 1989، وقام الحزب بعد انقسام الأحزاب التابعة للحركة الإسلامية السودانية إلى حزبين (المؤتمر الوطني - المؤتمر الشعبي) وبعدها حكم عمر البشير السودان والذي أصبح أيضاً رئيساً للحزب حتى 11 أبريل 2019. وفي 28 نوفمبر 2019 أجاز المجلس السيادي ومجلس الوزراء مشروع قانون يقضي بتفكيك نظام الرئيس السابق عمر البشير وإزالة تمكين الحزب بعد حكم دام 30 عامًا وتم حل الحزب.

## خلفية تاريخية
يعد حزب المؤتمر الوطني السوداني امتدادا للفكر الإسلامي السياسي في السودان المرتبط بشكل وثيق بشخصية الدكتور حسن عبد الله الترابي المفكر الإسلامي والقانوني المعروف.
وفي ديسمبر من عام 1999م أصدر الرئيس البشير مرسوما أعلن فيه حالة الطوارئ في البلاد لفترة ثلاثة أشهر كما أمر بحل البرلمان مانعاً بذلك نقاشاً برلمانياً من أجل إجراء تعديل دستوري يحد من سلطات الرئيس. تلك القرارات التي سميت في الفقه السياسي السوداني (بقرارات الرابع من رمضان) كانت بداية مفاصلة كبيرة داخل الحكم الإسلامي قاد أحد شقيها الدكتور الترابي وقاد الشق الثاني الرئيس البشير ومعه تلميذ الترابي الأكبر علي عثمان محمد طه. وعلى اثر هذه القرارات أقصي الترابي من الحكومة وجرّد من كافة سلطاته، فانشق من حزب المؤتمر الوطني مؤسسا حزبه الجديد حزب المؤتمر الشعبي.
وقد جرى حل الحزب في 28 نوفمبر 2019 بعد أن أجاز المجلس السيادي ومجلس الوزراء مشروع قانون يقضي بتفكيك نظام الرئيس السابق عمر البشير وإزالة تمكين الحزب.
وواجه حزب المؤتمر الوطني قانون التفكيك بالتحذير والتهديد «بوابل من الغضب» وقال في بيان «أي خطوة من السلطات لحل حزب المؤتمر الوطني، ومنعه من حقه المشروع في الممارسة السياسية ستواجه بوابل من الغضب الذي لن يسلم منه أحد».

## الحزب في الحياة العامة
سيطر الحزب على الحياة العامة بسبب امتلاكه لرؤوس أموال تحصل عليها من علاقاته الواسعة مع رجال الأعمال إضافةً إلى تغلغله العميق في أجهزة الدولة نتيجةً لسياسات التمكين والفصل للصالح العام التي انتهجت في التسعينيات من القرن الماضي والتي تسببت في تدمير العديد من المؤسسات القومية بالخصخصة وفصل الكفاءات العاملة في تلك المؤسسات والمحسوبية فظهرت على السطح قضايا فساد تورط فيها أعضاء الحزب فضلاً عن قضايا أخرى تكتم عليها.